# John Pym
Pour les articles homonymes, voir Pym.
John Pym est un parlementaire anglais, né en 1584 à Brymore (Somerset) et mort le 8 décembre 1643 à Derby House. Il a été l'un des principaux opposants au Roi d'Angleterre Charles Ier d'Angleterre, devenant en 1628 l'un des rédacteurs de la Pétition des droits (The Petition of Right) puis en 1643 un des leaders du Court Parlement et du Long Parlement, quand il vote la « Grande Remontrance » contre Charles Ier. 

## Biographie
John Pym était un puritain (Puritan) farouchement opposé à l'Église catholique romaine et au développement de l'Arminianisme au sein de l'église Anglicane.
Pym fut un des principaux opposants au Roi d'Angleterre Charles Ier. En 1628 il fut l'un des rédacteurs de la Pétition des droits (The Petition of Right), qui fixe les libertés imprescriptibles des sujets devant le roi. Elle confirme le principe du vote exclusif des impôts par le Parlement, abolit la loi martiale en temps de paix, et instaure décret d’habeas corpus ou encore la condamnation du logement de la troupe chez l'habitant.
En 1630, il participe à la politique anglaise consistant à trouver des refuges aux Amériques pour les contestataires, quand est décidée sa nomination comme trésorier de la Compagnie de l'île de la Providence.
Malgré ce texte, la couronne, en 1636, résolut de frapper sur tous les Anglais une taxe contestée et devenue célèbre sous le nom de ship money (argent des vaisseaux). John Hampden, autre leader l'opposition, cousin d'Oliver Cromwell, refusa de payer et son procès commença en mai 1637.
A la même époque, une pétition de la Chambre des Communes dénonce la corruption et l'avidité de « divers évêques et autres personnages occupant la première place dans l’église », mais aussi des conseillers dans l’entourage du roi, jugés responsables de la ruineuse guerre entre les royaumes d’Angleterre et d’Écosse. 
« d’éloigner de son Conseil ceux qui persistent à soutenir ou à favoriser les oppressions et les abus dont le peuple a été affligé » et à l’avenir « de s'engager à employer pour les affaires publiques et à s’entourer de gens auxquels le Parlement accorde sa confiance ». 
Les Communes demandent donc un droit de destitution des conseillers du roi et un droit sur la nomination de ces ministres, nouveautés majeures qui constituent les premières bases d’une monarchie constitutionnelle, le roi perdant le contrôle de l'exécutif au profit du Parlement.
Les Guerres confédérées irlandaises ont aussi commencé et le texte demande que les domaines confisqués aux rebelles irlandais deviennent propriété du Royaume et pas de personnalités, ainsi qu'un droit de destitution des conseillers du roi et un contrôle de la nomination de ses ministres, nouveautés majeures: le Parlement veut pouvoir éloigner du Conseil du Roi «  ceux qui persistent à soutenir ou à favoriser les oppressions et les abus dont le peuple a été affligé » et exige qu'il accepte désormais de « s’entourer de gens auxquels le Parlement accorde sa confiance ». 
Pym devient à cette occasion le député le plus écouté de l'opposition parlementaire lors du Court Parlement, convoqué par le Roi, qu en prononça la dissolution le 4 mai suivant, et au début du Long Parlement. 
Le 21 novembre 1641, au début de la Première Révolution anglaise (ou Guerre civile) qui suit cettre pétition, Pym fait voter la « Grande Remontrance » qui énumère les griefs contre la couronne, une des textes fondateurs de l'histoire constitutionnelle de la Grande-Bretagne.
Le 4 janvier 1642, après sa condamnation pour haute trahison, le roi envoie ses soldats pour l'arrêter lui et quatre autres membres de la Chambre des communes. Mais, mis au courant, les cinq hommes parviennent à s'enfuir. 
En 1642, la guerre civile anglaise commence. John Pym est impliqué dans la résolution des problèmes financiers du Parlement. À la tête du Comité de Sécurité créé le 4 juillet 1642, il est un des principaux organisateurs des prêts et des taxes dont le Parlement a besoin pour financer son armée et lutter contre le Roi. Il négocie la Ligue solennelle qui a obtenu le soutien de presbytériens écossais.
John Pym est mort, probablement d'un cancer, à Derby House le 8 décembre 1643. Il fut enterré à l'Abbaye de Westminster, mais ses restes furent déterrés et enfouis dans une fosse commune à la suite de la Restauration anglaise de 1660.